# Prostitución en Cabo Verde
La prostitución en Cabo Verde es legal y habitual. En las islas no existen leyes sobre la prostitución, salvo las relativas al tráfico de personas y la prostitución infantil. ONUSIDA calcula que hay más de 1 500 prostitutas en Cabo Verde, muchas de ellas procedentes de Ghana o Senegal antes de ser expulsadas por la policía. Algunas recurren a la prostitución debido a la pobreza.
El turismo sexual, incluido el turismo sexual infantil, es un fenómeno importante en Cabo Verde, especialmente en Santa María y en los complejos turísticos de playa de la isla caboverdiana de Sal. Las islas también son destino del turismo sexual femenino.
El tráfico sexual y la prostitución infantil son problemas en las islas.

## Tráfico sexual
Cabe Verde es principalmente un país de origen de niños sometidos al tráfico sexual dentro del país y de destino de mujeres en situación de prostitución forzada. Niños y niñas, algunos de los cuales pueden ser extranjeros, son explotados en el tráfico sexual en Santa María, Praia y Mindelo, a veces a través del turismo sexual infantil. Se ha identificado un número creciente de mujeres de África Occidental en la prostitución forzosa, incluso en Boa Vista y las islas Sal, y a veces a través del turismo sexual. 
Los niños que viven en barrios empobrecidos con escasa presencia del Estado también corren peligro, especialmente para el tráfico sexual. Los migrantes de África Occidental pueden transitar por el archipiélago de camino a situaciones de explotación en Europa. Algunos migrantes adultos procedentes de China y de países de la CEDEAO pueden recibir salarios bajos, trabajar sin contrato y estar en situación irregular, lo que los hace vulnerables a la trata con fines sexuales.
En 2016, el gobierno redobló sus esfuerzos para hacer cumplir la ley contra la trata, pero seguía habiendo lagunas. El Código Penal del país parece prohibir todas las formas de trata de personas. El art. 271 tipifica como delito la esclavitud y prescribe penas suficientemente severas de seis a doce años de prisión. El art. 271-A tipifica como delito el uso de la fuerza, el fraude o la coacción con fines de explotación sexual o laboral y establece penas de cuatro a diez años de prisión. Cuando la víctima es un menor, término indefinido que en otras partes del código penal se define a los 16 años, la pena aumenta de seis a doce años de prisión.
Además del art. 271-A, el art. 148 del código penal prohíbe la promoción, incitación o facilitación de la prostitución y los actos sexuales con menores de 16 años o personas que sufran incapacidad mental, con penas de cuatro a diez años de prisión, o de dos a seis años de prisión si la víctima tiene entre 16 y 18 años. El art. 149 del CP castiga con penas de dos a ocho años de prisión a quienes atraigan, transporten, acojan o reciban a menores de 16 años o promuevan las condiciones para actos sexuales o prostitución en un país extranjero.
La Oficina de Vigilancia y Lucha contra la Trata de Personas del Departamento de Estado de los Estados Unidos clasificó a Cabo Verde como país de «nivel 2».